# Никон Агатополски
Никон е български духовник агатополски епископ на Българската православна църква от 1998 до 2002 година.

## Биография
Роден е на 13 април 1931 година в хисарското село Дълги герен със светското име Ненко Петров Лалков. Прекарва детството си в родното си село, където получава прогимназиално образование. В 1947 година постъпва като послушник в Рилския манастир. Там на 5 април 1958 година е подстриган в монашество от игумена епископ Варлаам Стобийски под духовното ръководство на архимандрит Климент Рилец. На 5 май 1958 година епископ Варлаам го ръкополага и в йеродяконски чин. Учи в Софийската духовна семинария на гара Черепиш, но след превръщането на Рилския манастир в музей, йеродякон Никон преминава на служение в Търновската епархия като митрополитски дякон с местопребиваване в Преображенския манастир. Завършва средно образование в село Върбаново. Учи в Софийската духовна академия, която завършва в 1969 година. През 1965 г. митрополит Стефан Великотърновски го ръкополага за йеромонах. В 1973 година с благословението на Светия синод йеромонах Никон заминава за СССР и прави аспирантура в Ленинградската духовна академия. В 1976 г. е назначен за протосингел на Великотърновската митрополия, а в 1977 г. митрополит Стефан го възвежда в архимандритско достойнство. От 1984 до 1992 г. служи като енорийски свещеник, както и като ефимерий в Мерданския манастир „Свети Четиридесет мъченици“.
Участва в разкола в Българската правослана църква и е ръкоположен противоуставно от бившия неврокопски митрополит Пимен на 31 август за епископ от така наречения Алтернативен синод.
На 1 октомври 1998 година се покайва пред Всеправославния събор, проведен в София, и е приет в църковно общение с признаване на епископския сан и титлата агатополски, като е назначен за викарий на митрополит Йоаникий Сливенски. Тази длъжност изпълнява до юни 1999 г., след което поради влошено здраве се оттегля в София като епископ на разположение на Светия синод.
Епископ Никон Агатополски умира на 25 февруари 2002 година. Погребан е в Централните софийски гробища.